# Villa Donzelli
Villa Donzelli è una delle ville storiche di Napoli; è sita in zona collinare, nel quartiere Arenella, nei pressi del Rione Alto.

## Storia
La storia della struttura comincia grazie a Giuseppe Donzelli (1596-1670), un barone napoletano residente nei pressi di piazzetta Nilo che nel 1647 prese parte alla rivolta di Masaniello, sostenendola anche a livello teorico attraverso opere letterarie. In seguito al crollo della Repubblica Napoletana, fu costretto ad assistere alla distruzione dei suoi scritti e si ritirò su una delle colline ai margini della città, acquistando un terreno su cui fece costruire la villa in oggetto.
Alla nuova struttura, qualche tempo dopo la costruzione, nel 1656, egli aggiunse anche una cappella (oggi scomparsa). L'edificio era circondato anche da un vasto giardino provvisto di numerose piante medicinali (alcune delle quali molto rare), ordinate dallo stesso Donzelli, al fine di scoprire nuovi rimedi curativi. Successivamente, la villa fu spesso capolinea di molte illustre personalità che la visitarono per la sua posizione felice o per allieviarvi vari disturbi. Nel XVIII secolo entrò a far parte delle proprietà dei De Alteris, imparentatisi successivamente con i marchesi di Paglieto; per questa ragione, in alcune vecchie mappe la villa e la zona prospiciente sono indicate con i nomi Alterio, Altieri e Paglieto.
Nel corso del XIX secolo la villa cadde in rovina, ma nel 1898 fu acquistata da un ricco commerciante che la ristrutturò in maniera monumentale. Dopo alterne vicende, nei primi decenni del Novecento fu venduta alle Suore del Patrocinio di San Giuseppe, che vi realizzarono un orfanotrofio. Oggi la struttura storica appartiene alla comunità-famiglia "Paradiso dei bambini" gestita dalle Suore di Gesù Redentore.
I giardini e le fontane che un tempo circondavano la villa sono andati quasi del tutto distrutti, mentre le facciate interna ed esterna sono in buone condizioni, ma vi si ravvisano appena le strutture originarie, a causa degli ampliamenti e delle modifiche subite a fine Ottocento.
Inoltre, dagli anni trenta del Novecento, a poca distanza dalla villa, sorge l'enorme mole del ponte di via Domenico Fontana, sovrastante via Pietro Castellino.

## Toponimo
È probabile che la presenza della villa sia all'origine del nome Montedonzelli (o Monte Donzelli), con cui era indicata la zona precedentemente conosciuta con il nome di Monte delle Donzelle, nome che a sua volta deriverebbe dall'esistenza incerta di un antico monastero di monache. Tale toponimo ha dato in seguito il nome alla via omonima e alla stazione Montendonzelli della linea 1 della metropolitana di Napoli.